# Jack Ruby Shoots Lee Harvey Oswald

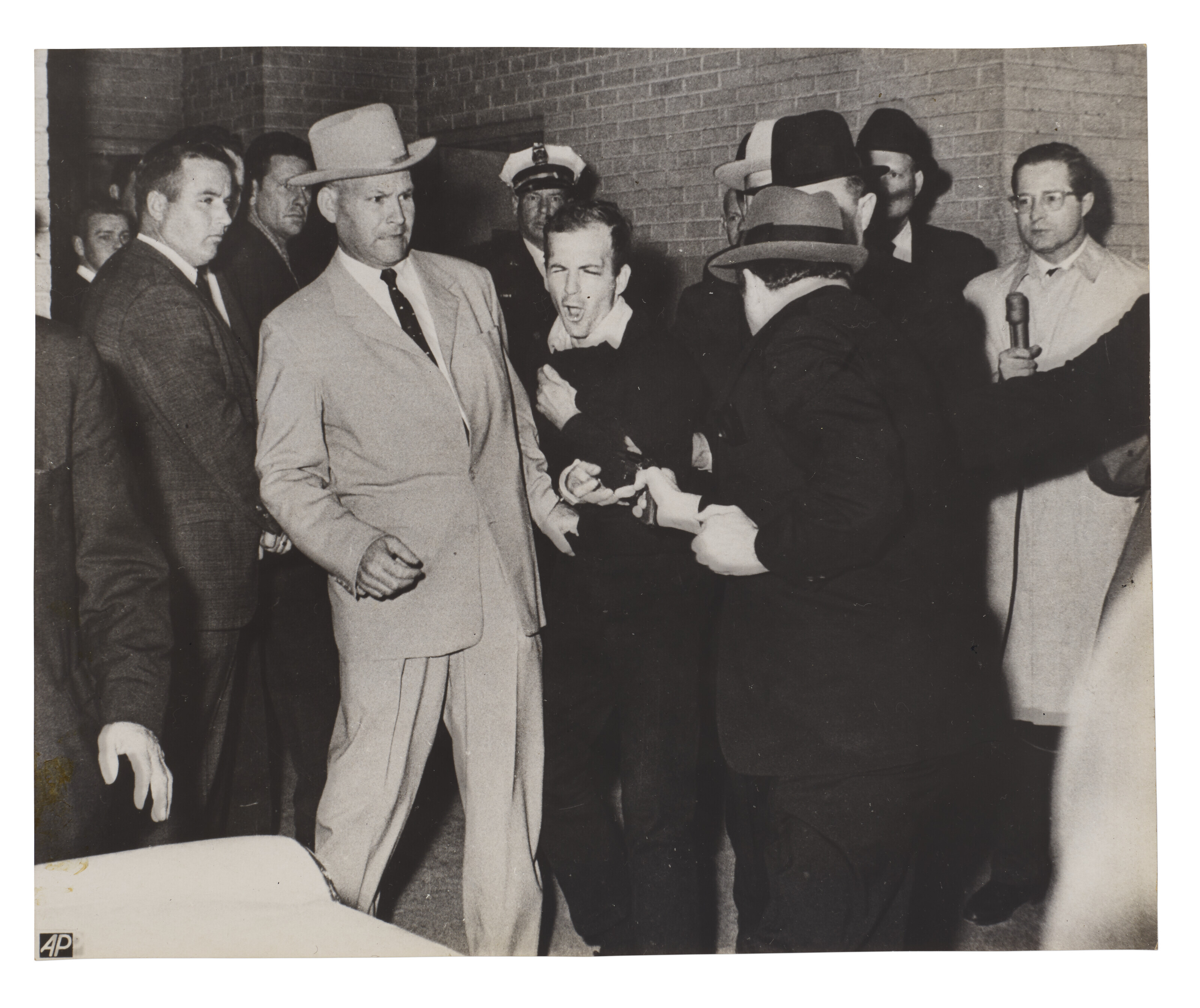
Jack Ruby Shoots Lee Harvey Oswald, 24 de noviembre de 1963

Jack Ruby Shoots Lee Harvey Oswald («Jack Ruby dispara a Lee Harvey Oswald») es una fotografía de 1963 del propietario de clubes nocturnos Jack Ruby disparando a Lee Harvey Oswald, el hombre acusado de haber cometido el asesinato de John F. Kennedy. La imagen fue capturada por el fotógrafo del Dallas Times Herald, Robert H. Jackson, y ganó el Premio Pulitzer de Fotografía de 1964.
La fotografía fue tomada en el momento exacto en que le dispararon a Lee Harvey Oswald. Además del Pulitzer, la imagen también ganó premios del Texas Headliners Club y del Sigma Delta Chi. Otro reportero, Jack Beers, capturó una foto similar, pero se presionó el obturador un poco antes.

## Historia
El 22 de noviembre de 1963, el presidente de los Estados Unidos John F. Kennedy fue asesinado en Dallas, Texas. El principal sospechoso del asesinato fue Lee Harvey Oswald, quien pronto fue puesto bajo custodia policial. Dos días después del asesinato, la policía de Dallas hizo arreglos para trasladar a Oswald a la cárcel del condado. La hora prevista para trasladar a Oswald eran las 9:15 am y Jackson llegó antes de las 9:00 para prepararse. Las autoridades no trasladaron a Oswald hasta después de las 11:00 , sin embargo. Unas cincuenta personas asistieron al traslado de Oswald.
La hora exacta del disparo fue las 11:21 am. Jackson capturó una fotografía del momento en que le dispararon a Oswald. Jackson dijo que no tenía idea de que había capturado el momento del disparo hasta que reveló su película. El 25 de noviembre de 1963 la imagen fue publicada en la portada del Dallas Times Herald.

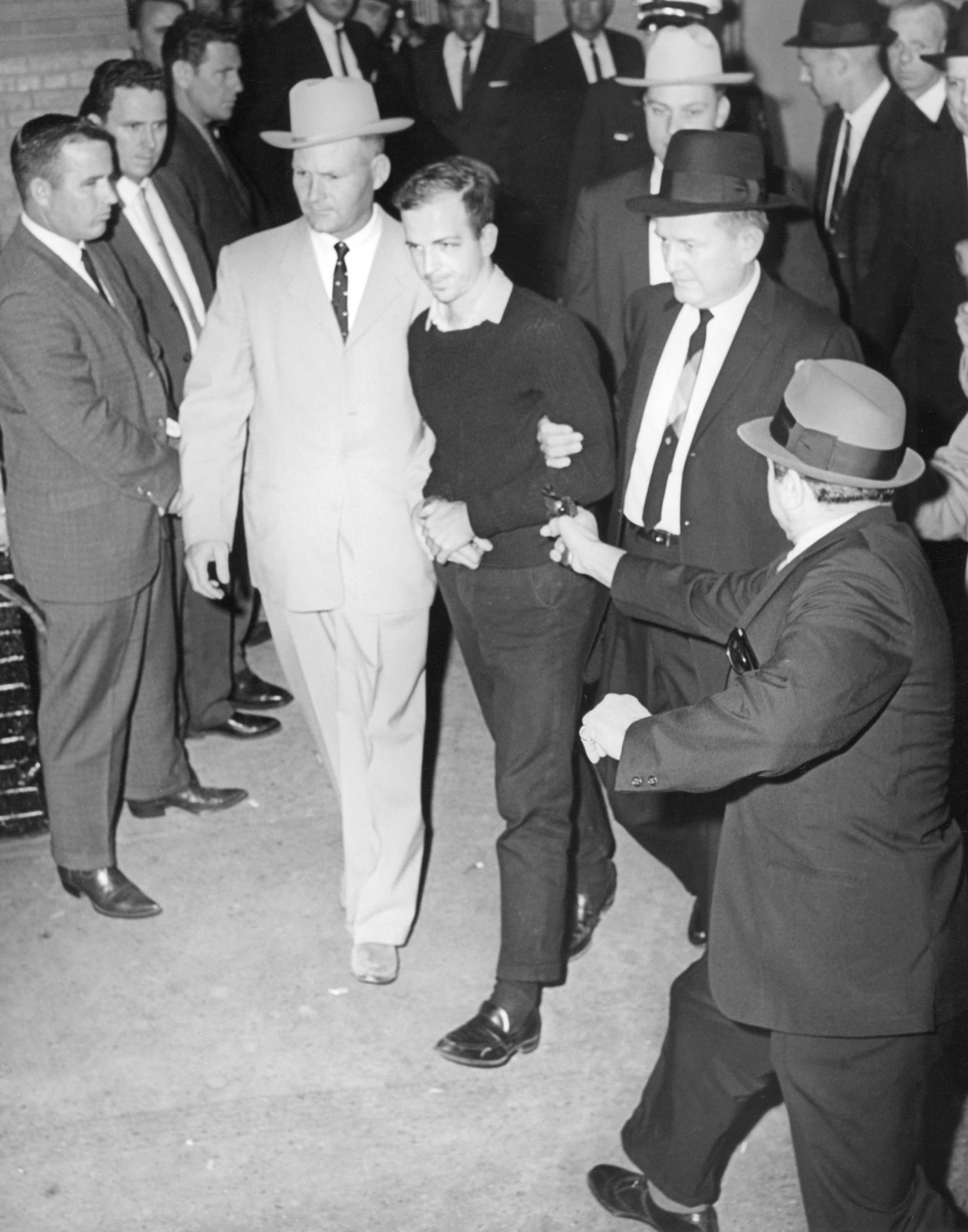
Fotografía de Jack Beers de Jack Ruby disparando a Lee Harvey Oswald en Dallas el 24 de noviembre de 1963.

Había competencia en el negocio de los periódicos y Jack Beers, que trabajaba para The Dallas Morning News, capturó una imagen similar que fue tomada seis décimas de segundo antes que la de Jackson y en la que Ruby aún no había disparado. La imagen de Beers fue la primera en publicarse, pero se prefirió la imagen de Jackson porque capturaba el instante en que le disparaban a Oswald. La imagen de Beers mostraba a Jack Ruby dando un paso adelante con su revólver Colt Cobra calibre 38 justo antes del disparo que mató a Oswald. Los amigos y familiares de Beers dijeron que nunca superó el hecho de que se perdió la fotografía ganadora del Premio Pulitzer por una fracción de tiempo.

## Descripción
Cuando las autoridades notificaron a los reporteros en el sótano de la jefatura de policía que Oswald vendría, Jackson preparó su cámara formato 135 Nikon S3 de 35 mm. Jackson había estado muchas veces en el sótano de la sede de la policía de Dallas para traslados de prisioneros, por lo que sabía dónde pararse para obtener la mejor fotografía. Dijo: «Elegí un lugar... Enfoqué previamente la cámara a unos 11 pies delante de mí». Jackson dijo que, como parte de su preparación, se aseguró de comprobar la palanca de viento de la cámara varias veces. Inicialmente, Jackson fue bloqueado y tuvo que inclinarse sobre un vehículo para obtener un punto de vista. Los reporteros estaban dispuestos en semicírculo y la puerta por donde entraría Oswald estaba 11 pies (3,4 m) frente a ellos. También preparó el flash de su cámara antes de mirar por el visor de su cámara para ver a Oswald acercándose.
Oswald dio de ocho a diez pasos hacia los reporteros y Ruby entró en escena. Jackson dijo: «Él [Ruby] disparó y yo apreté el obturador». Jackson casi pierde su cámara en el alboroto que siguió; un agente agarró la cámara de Jackson, pero Jackson se mantuvo firme. La imagen que capturó Jackson es el momento exacto en que una bala del arma de Ruby entró en el cuerpo de Oswald. La expresión del rostro de Oswald muestra el dolor que estaba sintiendo en ese momento. También en la imagen, el detective de la policía de Dallas, Jim Leavelle, reacciona ante el disparo. Leavelle llevaba un sombrero de vaquero Stetson blanco en la imagen y su muñeca izquierda estaba esposada a la muñeca derecha de Oswald. Una de las razones por las que la imagen era tan convincente es que capturaba el terror de los hombres en el cuadro. Otros fotógrafos y cámaras de televisión también capturaron la dramática escena pero según The Denver Post, «nadie produjo una imagen como la de Jackson».

## Recepción
Jackson regresó a su sala de redacción con su película sin revelar y «la foto de Jack Beers ya estaba en el cable». Antes de que Jackson revelara la película, los periodistas de su periódico le preguntaron: «¿Tiene algo tan bueno?». Después de que Jackson revelara la imagen y la mostrara, una reportera llamada Vivian Castleberry dijo: «Todo Dallas podría haber escuchado los gritos desde esa habitación cuando reveló esa imagen y la imagen de lo que tenía surgió».
La imagen ganó el Premio Pulitzer de Fotografía en 1964 y recibió reconocimiento internacional. Cuando a Jackson le dijeron que la imagen había ganado el Pulitzer, dijo: «Estoy en estado de shock». La imagen también ganó el premio Texas Headliners Club y fue nombrada la mejor película nueva, ganando el premio Sigma Delta Chi. En 2019, The New York Times describió la imagen diciendo: «El disparo, con la mueca de dolor del Sr. Oswald y la mirada furiosa del detective Leavelle, fue capturado de manera escalofriante». La profesora asociada de la Universidad de Columbia, Nina Berman, dijo: «La [imagen] fija cristaliza todo este momento. Sigues mirándola para ver si alguien puede ver lo que va a suceder... Es una imagen fantásticamente compuesta».